# Dasypoda spinigera
Dasypoda spinigera là một loài ong trong họ Melittidae. Loài này được Kohl miêu tả khoa học đầu tiên năm 1905.